# Burial
Pour les articles homonymes, voir Bevan.
Burial est le nom de scène de William Emmanuel Bevan, un musicien britannique produisant de la musique électronique empruntant des éléments à l'UK Garage, au dubstep (avec lequel il est généralement associé), au trip hop et à l'ambient. William Bevan est londonien, de South London.

## Production
Burial affirme composer ses morceaux à l'aide du logiciel SoundForge, et éviter le recours aux séquenceurs et aux trackers, ce qui crée notamment de petites irrégularités dans le rythme comme le souligne Derek Walmsley de The Wire.

## Carrière

### Burial
Le premier album, éponyme, de Burial sort en 2006 sur le label Hyperdub (qui produira tous ses albums par la suite) et est sacré par le magazine The Wire « album de l'année ».

### Anonymat
Dans un premier temps Burial garde l'anonymat, et n'accorde aucune interview à la presse à l'exception d'une entrevue avec le Guardian dans laquelle il explique entre autres que la plupart de ses proches (à l'exception de 5 personnes) ne savent même pas qu'il compose. Il y affirme également vouloir que ses chansons soient appréciées pour ce qu'elles sont, explique ne pas vraiment lire ce qui se dit de sa production sur internet ou dans la presse spécialisée, et regrette (tout en reconnaissant ne pas vraiment l'avoir connue) l'époque des raves et des clubs peu connus du grand public, où le goût de la découverte musicale était intact.
Par la suite The Independent affirme qu'il est un ancien élève de la Elliott School, ce que confirme Joe Goddard de Hot Chip dans une interview. L'école ayant également accueilli Kieran Hebden (a.k.a. Four Tet) par le passé, cela renforcera par la suite la croyance que les deux musiciens ne sont qu'une seule et même personne, rumeur fondée sur un canular du faux magazine en ligne Equalizer et d'un tumblr intitulé « Burial is Four Tet » qui rassemble des "preuves" allant dans ce sens.

### 2007:Untrue
Le second album, Untrue est sorti le 5 novembre 2007 et est très bien reçu par la critique. Dix ans après sa parution, le site Resident Advisor consacre un documentaire vidéo à la production de cet album. Simon Reynolds, dix ans après sa parution, le décrit dans Pitchfork comme "le plus important album de musique électronique du 21e siècle".
« My new tunes are about... wanting an angel watching over you, when there’s nowhere to go and all you can do is sit in McDonalds late at night, not answering your phone. »
— Burial, cité par Simon Reynolds
        
« Mes nouveaux morceaux parlent de... quand on voudrait qu'un ange veille sur soi, quand on n'a nulle part où aller et que tout ce qu'on peut faire, c'est s'asseoir dans un MacDonald's tard dans la nuit sans répondre à son téléphone. »

### DJ-Kicks
Le 21 avril 2008, l'annonce d'une sortie d'un DJ-Kick par Burial sur le label Studio !K7 apparaît sur plusieurs blogs et sites de fans. Aucune annonce officielle ne vient la confirmer, mais début août 2008 le site de DJ-Kicks annonce que la sortie est repoussée. Une nouvelle date est communiquée par la suite (le 11 novembre), bientôt remplacée par le 6 janvier 2009, puis repoussée jusqu'à nouvel ordre. Le 21 juillet 2011, Flying Lotus poste un morceau sur Soundcloud qui aurait pu être destinée initialement à apparaître sur le mix. DJ-Kicks réagit en postant une photo des sacs dédiés à la sortie du mix, et déclare espérer qu'un jour il y aura de quoi les remplir.

### Prix Mercury
Le 22 juillet 2008, le Guardian annonce que Burial est nommé pour recevoir le Mercury Music Prize, et le 31 New Musical Express rapporte que l'artiste est en position de favori pour le recevoir. Dès lors les tabloïds britanniques enquêtent pour découvrir son identité.
Les spéculations vont bon train sur son identité, et beaucoup de théories affirment qu'il pourrait s'agir du pseudonyme d'un autre musicien connu.
Las de ces manœuvres, Burial décide à l'été 2008 de publier une photo sur son Myspace avec une explication sur son identité et les raisons de son anonymat préalable. Il se décrit comme une personne discrète, qui veut se concentrer sur sa musique : 

« for a while theres been some talk about who i am, but its not a big deal i wanted to be unknown because i just want it to be all about the tunes. over the last year the unknown thing become an issue so im not into it any more. im a lowkey person and i just want to make some tunes, nothing else. my names will bevan, im from south london, im keeping my head down and just going to finish my next album, theres going to be a 12" maybe in the next few weeks too with 4 tunes. hope u like it, i'll try put a tune up later. »

Le prix Mercury sera finalement remporté par Elbow pour l'album The Seldom Seen Kid.

### L'après Burial
S'ensuit alors un long silence, ponctué de la sortie au printemps 2009 d'un EP en collaboration avec Four Tet, Moth / Wolf Cub.
Entre 2011 et 2013, la production devient régulière, avec la sortie de 3 singles ne faisant pas partie d'un album et de 4 EP (Street Halo, Kindred, Truant / Rough Sleeper, et Rival Dealer). En 2011 sortent également des collaborations de Burial avec Four Tet et Thom Yorke (Ego / Mirror) ainsi qu'avec Massive Attack (Four Walls / Paradise Circus).
Le 31 janvier 2014, il publie une autre photo de lui (un selfie) pour remercier ses fans et sa famille de leur soutien, et annoncer la sortie prochaine de plusieurs titres inédits.
En janvier 2015 sort le single Temple Sleeper, sur le label Keysound Recordings. Ce morceau contient de nombreuses citations musicales, notamment une séquence acid house du groupe Solar Quest de 1994.
Le 28 novembre 2016 sort son huitième EP Young Death / Nightmarket., comportant deux morceaux atmosphériques, proches de l'ambient. 
Le 19 mai 2017 sort l'EP Subtemple / Beachfires, deux morceaux décrits par Reynolds comme "des abîmes d'ambiance et de sons trouvés" ayant davantage en commun avec les expérimentations de Zoviet France qu'avec la tradition rave.
En juin 2019 sort l'EP Claustro / State Forest. Il est suivi en décembre 2019 par la compilation Tunes, 2011 to 2019, qui rassemble dix-sept titres publiés sous forme d'EPs durant ces 8 années.
En décembre 2020 sort le single Chemz, un hommage aux styles 2-step garage et UK hardcore des années 1990. Le 21 mai 2021, le titre est édité sur vinyle 12" accompagné d'un deuxième morceau, Dolphinz. Egalement en 2020 sort Her Revolution / His Rope, une nouvelle collaboration de Burial avec Four Tet et Thom Yorke.

### 2022:Antidawn EP
Le 6 janvier 2022 sort l'EP Antidawn, composé de cinq titres et d'une longueur de 43 minutes, ce qui en fait la plus longue publication depuis Untrue. Ces pistes d'electronica atmosphériques et immersives, dénuées de rythmiques, évoquent l'exploration d'une ville hivernale fantomatique. Selon Emeka Okonkwo, Antidawn s'approche de l'ambiance sonore d'un jeu vidéo de survival horror surnaturel. Pour Pitchfork, Simon Reynolds inclut l'album dans la liste Best Electronic Music of 2022, citant « les éclats frissonnants des voix comme des braises dans le vent, les sons d'orgue de salon funéraire (...), les pauses déconcertantes et les fragments glitchés qui donnent l'impression que le morceau est en train de rendre l'âme. ».
Le 21 octobre 2022 sort un EP de trois titres, Streetlands. Le style de ces trois morceaux est similaire à Antidawn, atmosphérique et dénué de rythmes.
Le 9 février 2024 sort l'EP Dreamfear/Boy Sent From Above, sur le label XL Recordings. Sur ces deux pistes, Burial fait référence aux premières années de la musique rave, mélangeant les genres breakbeat hardcore, hip-house et techno.
Burial a composé la bande-son pour le film Baby Invasion de Harmony Korine, ainsi que pour le film Bird de Andrea Arnold, tous deux sortis en 2024.

## Discographie

### EP
- 2005 : South London Boroughs
- 2006 : Distant Lights
- 2007 : Ghost Hardware
- 2011 : Street Halo
- 2012 : Kindred
- 2012 : Truant & Rough Sleeper (One/Two)
- 2013 : Rival Dealer
- 2015 : Temple Sleeper
- 2016 : Young Death / Nightmarket
- 2017 : Subtemple / Beachfires
- 2019 : Claustro / State Forest
- 2021 : Shock Power of Love EP - split avec Blackdown
- 2021 : Chemz / Dolphinz
- 2022 : Antidawn EP
- 2022 : Streetlands
- 2023 : Unknown Summer - split avec Kode9
- 2024 : Dreamfear/Boy Sent From Above

### Collaborations
- 2009 : Moth / Wolf Cub – collaboration avec Four Tet
- 2010 : Vial – Breakage où Burial contribue sur l'album Foundation, Digital Soundboy
- 2010 : Prophecy – collaboration avec El-B sur la compilation Nu Levels, Ghost Records / Thriller Funk
- 2010 : Night Air – coproduction du 12″ de Jamie Woon, Candent Songs
- 2011 : Ego / Mirror – collaboration avec Four Tet et Thom Yorke
- 2011 : Four Walls / Paradise Circus - collaboration avec Massive Attack
- 2012 : Nova - collaboration avec Four Tet
- 2012 : High Road - Dusk + Blackdown +*
- 2020 : Her Revolution / His Rope – collaboration avec Four Tet et Thom Yorke

### Films
- 2013 : Elysium – soundrack 'Loner'
- 2015 : Knight of Cups – soundtrack 'Ashtray Wasp'
- 2024 : Baby Invasion – bande-son originale[33]